# Зірка (Кропивницький) у сезоні 2018—2019
Сезон «Зірки» (Кропивницький) 2018—2019 — 76-й сезон кропивницької «Зірки» виступів у всеукраїнських змаганнях (26-й сезон виступів у професійних чемпіонатах України, 25-й сезон виступів у професійних кубках України).
Після того, як за підсумками чемпіонату України серед команд УПЛ сезону 2017—2018 років «Зірка» вибула з елітного дивізіону, її залишили всі провідні виконавці, команди U-21 та U-19 були розформовані.
20 червня 2018 року рішенням керівництва футбольного клубу виконувачем обов'язків головного тренера був призначений Андрій Горбань, який до цього був старшим тренером команди U-19. Команда в основному була сформована з футболістів молодіжного та юнацького складу попереднього сезону. 
В чемпіонаті команда здобула всього одну перемогу — над петрівським «Інгульцем» 2:0. В Кубку України «Зірка» перемогла на виїзді «Кремінь» Кременчук (2:1), і тільки в серії пенальті поступилася донецькому «Олімпіку».
16 лютого 2019 року було оголошено, що професійна команда клубу знімається з Всеукраїнських змагань з футболу серед команд клубів Професіональної футбольної ліги сезону 2018/2019 рр, і не буде брати участь у весняній частині чемпіонату серед команд першої ліги.

## Статистика гравців

### Матчі та голи
| №  | Гравець                                  | Дата народження | Нац.    | Поз.        | Всього | Всього | Перша ліга | Перша ліга | Кубок України | Кубок України |
| №  | Гравець                                  | Дата народження | Нац.    | Поз.        | Ігор   | Голів  | Ігор       | Голів      | Ігор          | Голів         |
| -- | ---------------------------------------- | --------------- | ------- | ----------- | ------ | ------ | ---------- | ---------- | ------------- | ------------- |
| 7  | Авер'янов Максим Анатолійович            | 22.07.1997      | Україна | Півзахисник | 17     | 2      | 15         | 2          | 2             | 0             |
| 99 | Бєляєв Олександр Андрійович              | 04.10.1999      | Україна | Півзахисник | 12     | 0      | 10         | 0          | 2             | 0             |
| 14 | Боздаган'ян Михайло Володимирович        | 15.11.1999      | Україна | Нападник    | 3      | 0      | 3          | 0          | 0             | 0             |
| 35 | Виздрик Назар Тарасович                  | 27.04.1996      | Україна | Захисник    | 9      | 0      | 8          | 0          | 1             | 0             |
| 50 | Дугієнко Олександр Вячеславович          | 05.09.1994      | Україна | Захисник    | 14     | 0      | 12         | 0          | 2             | 0             |
| 11 | Збунь Олексій Олександрович              | 09.06.1997      | Україна | Півзахисник | 16     | 2      | 15         | 2          | 1             | 0             |
| 96 | Зеленський Микита Сергійович             | 26.05.1998      | Україна | Воротар     | 6      | -17    | 5          | -16        | 1             | -1            |
| 77 | Касімов Дмитро Дмитрович                 | 14.08.1999      | Україна | Нападник    | 17     | 0      | 15         | 0          | 2             | 0             |
| 9  | Кондраков Данііл Сергійович              | 19.01.1998      | Україна | Нападник    | 14     | 4      | 12         | 3          | 2             | 1             |
| 97 | Коноваленко Максим Юрійович              | 13.07.2001      | Україна | Захисник    | 2      | 0      | 2          | 0          | 0             | 0             |
| 90 | Лопушенко Ігор Андрійович                | 22.06.1999      | Україна | Півзахисник | 13     | 0      | 11         | 0          | 2             | 0             |
| 41 | Льопка Роман Юрійович                    | 26.01.1997      | Україна | Воротар     | 7      | -17    | 6          | -16        | 1             | -1            |
| 23 | Маткобожик Олександр Іванович            | 03.01.1998      | Україна | Захисник    | 14     | 0      | 13         | 0          | 1             | 0             |
| 74 | Медведєв Марк Олексійович                | 19.04.1998      | Україна | Воротар     | 7      | -17    | 7          | -17        | 0             | 0             |
| 37 | Нерубенко Дмитро Олексійович             | 19.06.1993      | Україна | Півзахисник | 15     | 0      | 13         | 0          | 2             | 0             |
| 24 | Павлюк Кирило Сергійович                 | 12.06.1999      | Україна | Захисник    | 5      | 0      | 5          | 0          | 0             | 0             |
| 93 | Писарєв Станіслав Олексійович            | 23.11.2001      | Україна | Нападник    | 15     | 0      | 13         | 0          | 2             | 0             |
| 39 | Поплавка Ярослав Ігорович                | 16.10.1992      | Україна | Півзахисник | 13     | 0      | 12         | 0          | 1             | 0             |
| 10 | Рудницький Іван Віталійович              | 05.07.1991      | Україна | Півзахисник | 13     | 4      | 12         | 2          | 1             | 2             |
| 15 | Савіцький Андрій Андрійович              | 09.12.2001      | Україна | Півзахисник | 8      | 0      | 8          | 0          | 0             | 0             |
| 2  | Сафронов Олександр Олександрович         | 11.06.1999      | Україна | Захисник    | 14     | 0      | 12         | 0          | 2             | 0             |
| 96 | Степанцов Богдан Володимирович           | 03.02.2000      | Україна | Воротар     | 0      | 0      | 0          | 0          | 0             | 0             |
| 17 | Сьомка Артем Вікторович                  | 18.02.1998      | Україна | Півзахисник | 17     | 0      | 16         | 0          | 1             | 0             |
| 28 | Хамільтон-Роллінгс Філіп Ларрі Володимир | 22.02.1993      | Україна | Захисник    | 4      | 0      | 4          | 0          | 0             | 0             |
| 16 | Ходорченко Микита Русланович             | 19.06.2000      | Україна | Захисник    | 14     | 0      | 13         | 0          | 1             | 0             |
| 5  | Хорольський Дмитро Юрійович              | 13.11.1991      | Україна | Півзахисник | 18     | 0      | 16         | 0          | 2             | 0             |
| 44 | Надірадзе Лука (ПФК "Суми") - автогол    | 24.10.1996      | Грузія  |             |        | 1      |            | 1          |               |               |

## Офіційні особи
| Посада              | ПІБ                            | Дата народження | Нац.    |
| ------------------- | ------------------------------ | --------------- | ------- |
| Президент           | Березкін Максим Станіславович  | 01.06.1980      | Україна |
| Директор            | Кашуба Сергій Олександрович    | 06.08.1980      | Україна |
| Виконавчий директор | Перевозник Андрій Анатолійович | 10.08.1976      | Україна |
| Головний тренер     | Горбань Андрій Павлович        | 21.03.1978      | Україна |
| Тренер              | Гасанов Самір Назімович        | 09.09.1967      | Україна |
| Тренер              | Кочура Олександр Григорович    | 07.03.1986      | Україна |
| Тренер              | Ромашев Олександр Валерійович  | 19.04.1976      | Україна |
| Тренер воротарів    | Коледа Артем Сергійович        | 15.12.1981      | Україна |
| Лікар               | Дубін Станіслав Анатолійович   | 20.10.1979      | Україна |
| Масажист            | Бабій Микола Анатолійович      | 10.12.1966      | Україна |
| Адміністратор       | Резніченко Ігор Леонідович     | 11.04.1965      | Україна |